# Giacomo Ferrari (politico)
Giacomo Ferrari (Langhirano, 5 novembre 1887 – Bosco di Corniglio, 22 agosto 1974) è stato un politico italiano, sindaco di Parma, parlamentare e ministro del Partito Comunista Italiano.

## Biografia
Nacque a Langhirano, in provincia di Parma, il 5 novembre 1887 da Ottavio Ferrari e da Adele Venturini in una agiata famiglia borghese, tra le più note nella zona. Suo padre fu a capo del mazzinianesimo intransigente nel Parmense, garibaldino a Mentana e nel 1874 tra gli arrestati di villa Ruffi. Anche gli zii paterni Giacomo e Italo avevano militato nelle file repubblicane e garibaldine.
Giacomo Ferrari fu dunque educato in un ambiente familiare intriso di valori patriottici ed aperto alle correnti culturali e politiche progressiste. Ben presto maturò un interesse nei confronti del socialismo scientifico e nel 1902, a soli quindici anni, s'iscrive al Partito Socialista Italiano (PSI).
Dopo aver compiuto a Parma gli studi liceali e il biennio di matematica, si trasferì a Torino per frequentare il Politecnico, dove nel dicembre 1912 conseguì la laurea in Ingegneria industriale e partì subito alla volta della Puglia per intraprendere il suo primo lavoro presso i cantieri dell'acquedotto. Prese parte alla prima guerra mondiale col grado di capitano di artiglieria, trascorrendo un anno in trincea e nel 1919 venne trasferito a Bologna, dove si trovò ad assistere all'eccidio di palazzo d'Accursio.
Congedato nel 1920, Ferrari fece ritorno a Parma, trovando lavoro presso il Consorzio delle cooperative, che aveva sede in borgo delle Grazie presso la Camera del lavoro sindacalista. Qui ebbe modo di conoscere alcuni esponenti del sindacalismo rivoluzionario, come Michele Bianchi ed Edmondo Rossoni, ma questi contatti non incrinarono la sua adesione alla corrente riformista del PSI, in rappresentanza del quale Ferrari nel 1920 venne eletto al Consiglio provinciale.
Nell'agosto 1922 è fra i protagonisti, con gli Arditi del Popolo, delle barricate dell'Oltretorrente a Parma contro le squadre fasciste di Italo Balbo.
Dopo l'avvento del fascismo e anche le leggi eccezionali Ferrari proseguì, nei modi imposti dalle circostanze, l'attività politica, ma nel 1931 la polizia scoprì i suoi contatti con alcuni esponenti del gruppo di Giustizia e Libertà e lo sottopose ad una stretta vigilanza. Il 13 dicembre, per sottrarsi all'arresto, Ferrari espatriò in Francia con la famiglia e andò a stabilirsi a Tolosa, dove c'era un attivo e numeroso gruppo di esuli socialisti. Egli mantenne altresì un costante collegamento con gli ambienti del fuoriuscitismo italiano a Parigi e nel 1935 rientrò per un breve periodo a Langhirano per ristabilire i rapporti con gli oppositori del fascismo rimasti in Italia, facendo ritorno in Francia per rimpatriare definitivamente alla fine del 1936.
Per quanto la sua condotta non desse luogo ad alcun rilievo da parte delle autorità di polizia, Ferrari svolse, tra il 1938 e il 1942, un paziente lavoro per riallacciare i contatti con gli antifascisti locali di diverse correnti politiche, ma soprattutto stabili stretti rapporti con un folto gruppo di comunisti, tra i quali Dante Gorreri, Luigi Porcari, Giuseppe Isola, Umberto Ilariuzzi e Vittorio Barbieri. Si occupò anche del Soccorso Rosso Internazionale, raccogliendo fondi per aiutare le famiglie dei condannati al carcere o al confino.
Nel 1942 aderì al Partito Comunista Italiano (PCI), che gli era sembrato profondere il maggiore impegno nella lotta antifascista, a cui dal 1939 era iscritto anche il figlio venticinquenne di Ferrari, Brunetto, medico che con il padre condivise l'attività cospirativa e poi la partecipazione alla guerra partigiana. Sempre nel 1942 Ferrari venne richiamato alle armi e inviato a Milano, in servizio presso lo stabilimento Innocenti, adibito alla produzione di proiettili.
Dopo l'8 settembre 1943 è incaricato dal PCI dell'organizzazione delle forze partigiane. Diviene comandante dei partigiani della Val Parma dopo l'agguato teso a Bosco di Corniglio a un gruppo di partigiani in cui viene ucciso il loro comandante, il partigiano Pablo. Membro del CLN di Parma col nome di battaglia Arta, viene poi nominato comandante unico delle formazioni partigiane del parmense. Alla Liberazione è designato dal CLN prefetto di Parma, incarico che eserciterà fino al 12 marzo 1946.
Il 2 giugno 1946 è eletto all'Assemblea Costituente per il PCI nel XIV Collegio (Pr-Mo-Pc-Re), entra come Ministro dei trasporti nel II Governo De Gasperi (1946), rimanendo nell'incarico anche nel successivo III Governo De Gasperi, fino al 31 maggio 1947. È eletto senatore della Repubblica nella I legislatura nel collegio di Parma. È ancora Senatore nella V e VI legislatura, sempre eletto nel Collegio di Parma.
Da novembre 1951 a febbraio 1963 fu sindaco di Parma, dando un contributo notevole alla sua ricostruzione ed espansione. Nel corso degli undici anni del suo incarico vennero costruite strade per decine di chilometri, abitazioni ed edifici scolastici, il quartiere Bocchi, venne creato il Museo Glauco Lombardi, ebbero impulso i servizi pubblici e furono ampliate le aree verdi ad uso dei cittadini.
All'interno del PCI è stato membro del Comitato Federale e della Direzione provinciale del PCI di Parma. Successivamente è direttore del Consorzio delle cooperative di produzione e lavoro della stessa provincia di Parma.
Ferrari morì il 22 agosto 1974 a Bosco di Corniglio (Parma).